# Premi BAFTA 1985
La 38ª edizione dei British Academy Film Awards, conferiti dalla British Academy of Film and Television Arts alle migliori produzioni cinematografiche del 1984, si è svolta il 5 marzo 1985.

## Vincitori e nomination

### Miglior film
- Urla del silenzio (The Killing Fields), regia di Roland Joffé
- Paris, Texas, regia di Wim Wenders
- Pranzo reale (A Private Function), regia di Malcolm Mowbray
- Il servo di scena (The Dresser), regia di Peter Yates

### Miglior film non in lingua inglese
- Carmen Story (Carmen), regia di Carlos Saura
- Un amore di Swann (Un amour de Swann), regia di Volker Schlöndorff
- Una domenica in campagna (Un dimanche à la campagne), regia di Bertrand Tavernier
- Il ritorno di Martin Guerre (Le retour de Martin Guerre), regia di Daniel Vigne

### Miglior regista
- Wim Wenders – Paris, Texas
- Roland Joffé – Urla del silenzio (The Killing Fields)
- Sergio Leone – C'era una volta in America (Once Upon a Time in America)
- Peter Yates – Il servo di scena (The Dresser)

### Miglior attore protagonista
- Haing Ngor – Urla del silenzio (The Killing Fields)
- Tom Courtenay – Il servo di scena (The Dresser)
- Albert Finney – Il servo di scena (The Dresser)
- Sam Waterston – Urla del silenzio (The Killing Fields)

### Miglior attrice protagonista
- Maggie Smith – Pranzo reale (A Private Function)
- Shirley MacLaine – Voglia di tenerezza (Terms of Endearment)
- Helen Mirren – Cal
- Meryl Streep – Silkwood

### Miglior attore non protagonista
- Denholm Elliott – Pranzo reale (A Private Function)
- Michael Elphick – Gorky Park
- Ian Holm – Greystoke - La leggenda di Tarzan, il signore delle scimmie (Greystoke: The Legend of Tarzan, Lord of the Apes)
- Ralph Richardson – Greystoke - La leggenda di Tarzan, il signore delle scimmie (Greystoke: The Legend of Tarzan, Lord of the Apes)

### Miglior attrice non protagonista
- Liz Smith – Pranzo reale (A Private Function)
- Eileen Atkins – Il servo di scena (The Dresser)
- Cher – Silkwood
- Tuesday Weld – C'era una volta in America (Once Upon a Time in America)

### Miglior sceneggiatura originale
- Woody Allen – Broadway Danny Rose
- Alan Bennett – Pranzo reale (A Private Function)
- Bill Forsyth – Comfort and Joy
- Lawrence Kasdan e Barbara Benedek – Il grande freddo (The Big Chill)

### Miglior sceneggiatura non originale
- Bruce Robinson – Urla del silenzio (The Killing Fields)
- Julian Mitchell – Another Country - La scelta (Another Country)
- Ronald Harwood – Il servo di scena (The Dresser)
- Sam Shepard – Paris, Texas

### Miglior fotografia
- Chris Menges – Urla del silenzio (The Killing Fields)
- Douglas Slocombe – Indiana Jones e il tempio maledetto (Indiana Jones and the Temple of Doom)
- John Alcott – Greystoke - La leggenda di Tarzan, il signore delle scimmie (Greystoke: The Legend of Tarzan, Lord of the Apes)
- Tonino Delli Colli – C'era una volta in America (Once Upon a Time in America)

### Miglior scenografia
- Roy Walker – Urla del silenzio (The Killing Fields)
- Stuart Craig – Greystoke - La leggenda di Tarzan, il signore delle scimmie (Greystoke: The Legend of Tarzan, Lord of the Apes)
- Allan Cameron – Orwell 1984 (Nineteen Eighty-Four)
- Anton Furst – In compagnia dei lupi (The Company of Wolves)

### Miglior montaggio
- Jim Clark – Urla del silenzio (The Killing Fields)
- John Bloom e Mark Conte – Sotto tiro (Under Fire)
- Michael Kahn – Indiana Jones e il tempio maledetto (Indiana Jones and the Temple of Doom)
- Gerry Hambling – Another Country - La scelta (Another Country)

### Migliori costumi
- Gabriella Pescucci – C'era una volta in America (Once Upon a Time in America)
- Elizabeth Weller – In compagnia dei lupi (The Company of Wolves)
- Jenny Beavan e John Bright – I bostoniani (The Bostonians)
- Yvonne Sassinot de Nesle – Un amore di Swann (Un amour de Swann)

### Miglior trucco
- Paul Engelen, Peter Frampton, Rick Baker, Joan Hills – Greystoke - La leggenda di Tarzan, il signore delle scimmie (Greystoke: The Legend of Tarzan, Lord of the Apes)
- Tommie Manderson – Urla del silenzio (The Killing Fields)
- Alan Boyle – Il servo di scena (The Dresser)
- Jane Royle e Christopher Tucker – In compagnia dei lupi (The Company of Wolves)

### Miglior sonoro
- Bill Rowe, Ian Fuller, Clive Winter – Urla del silenzio (The Killing Fields)
- Carlos Faruolo, Alfonso Marcos, Antonio Illan – Carmen Story (Carmen)
- Ivan Sharrock, Gordon K McCallum, Les Wiggins, Roy Baker – Greystoke - La leggenda di Tarzan, il signore delle scimmie (Greystoke: The Legend of Tarzan, Lord of the Apes)
- Ben Burtt, Simon Kaye, Laurel Ladevich – Indiana Jones e il tempio maledetto (Indiana Jones and the Temple of Doom)

### Migliori effetti speciali
- Dennis Muren, George Gibbs, Mike McAlister, Lorne Peterson – Indiana Jones e il tempio maledetto (Indiana Jones and the Temple of Doom)
- Richard Edlund – Ghostbusters - Acchiappafantasmi (Ghostbusters)
- Christopher Tucker, Alan Whibley – In compagnia dei lupi (The Company of Wolves)
- Fred Cramer – Urla del silenzio (The Killing Fields)

### Migliore colonna sonora
- Ennio Morricone – C'era una volta in America (Once Upon a Time in America)
- Mike Oldfield – Urla del silenzio (The Killing Fields)
- Paco de Lucía – Carmen Story (Carmen)
- Ry Cooder – Paris, Texas

### Migliore canzone originale
- Ghostbusters (eseguita da Ray Parker Jr.) – Ghostbusters - Acchiappafantasmi (Ghostbusters)
- I Just Called to Say I Love You (eseguita da Stevie Wonder) – La signora in rosso (The Woman in Red)
- No More Lonely Nights (eseguita da Paul McCartney) – Broad Street
- Together in Electric Dreams (eseguita da Philip Oakey e Giorgio Moroder) – Electric Dreams

### Miglior attore debuttante
- Haing Ngor – Urla del silenzio (The Killing Fields)
- Rupert Everett – Another Country - La scelta (Another Country)
- John Lynch – Cal
- Tim Roth – Vendetta (The Hit)

### Miglior cortometraggio
- The Dress, regia di Eva Sereny
- Killing Time, regia di Chris O'Reilly
- Samson and Delilah, regia di Mark Peploe